# Atradius

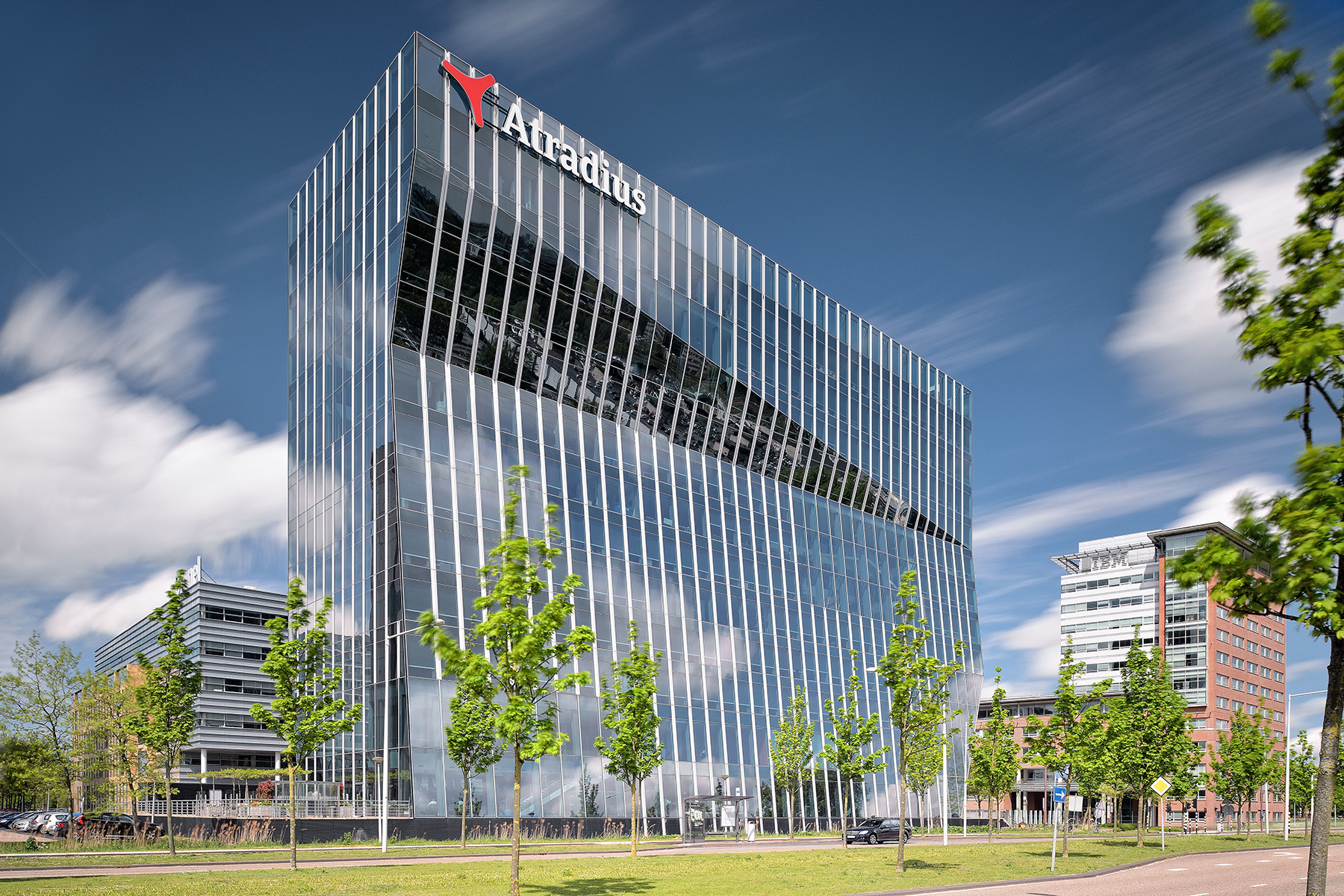
Konzernzentrale, Amsterdam, Stand 2015.

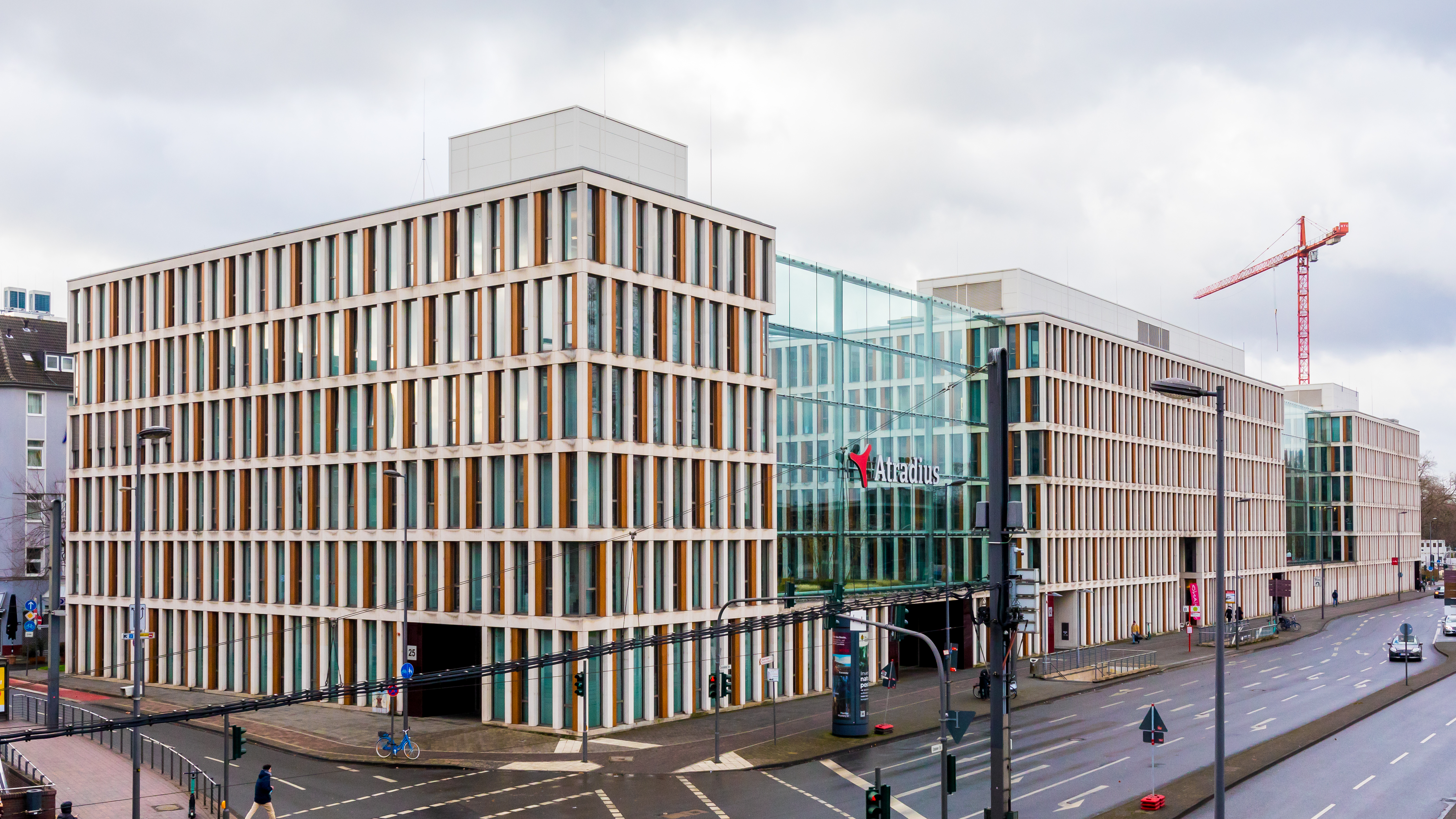
Atradius, Köln-Deutz, Stand 2025.

Atradius ist das zweitgrößte Kreditversicherungsunternehmen der Welt. Hauptsitz der Gesellschaft ist Amsterdam.

## Geschichte
Das Unternehmen entstand Ende 2001 durch den Zusammenschluss der deutschen Kreditversicherungsgruppe Gerling-Konzern Speziale Kreditversicherung (GKS) und des niederländischen Kreditversicherers Nederlandsche Credietverzekering Maatschappij (NCM). Zunächst firmierte das Unternehmen als Gerling NCM, bis es am 1. Januar 2004 in Atradius umbenannt wurde.
1925 wurde die NCM als weltweit erste Kreditversicherung gegründet, um die Handelsbedingungen niederländischer Unternehmen zu verbessern. 1932 ging die NCM eine Partnerschaft mit der niederländischen Regierung ein, um in deren Namen Unternehmen mit Exportkreditdienstleistungen zu versorgen. Diese Beziehung besteht noch heute.
In Deutschland reichen die Wurzeln von Atradius auf die GKS zurück, die 1954 als Kreditversicherungstochter des Gerling-Konzerns gegründet wurde. Die GKS betrieb das Geschäft zunächst nur von Deutschland aus, bis sie 1962 ihre erste internationale Niederlassung in der Schweiz eröffnete. Die spätere international tätige Gerling Credit Insurance Group war der erste privatwirtschaftliche Kreditversicherer, der die Versicherung von Exportkrediten anbot.
Die Atradius-Anteile des Gerling-Konzerns wurden im Jahr 2003 von einer Gruppe internationaler Finanzinstitute übernommen: Swiss Re, Deutsche Bank, Sal. Oppenheim, Grupo Catalana Occidente, einem führenden spanischen Finanzdienstleistungsunternehmen, und Crédito y Caución.
Am 25. Januar 2008 erfolgte in einem weiteren großen Schritt in der Unternehmensentwicklung der Zusammenschluss mit Crédito y Caución, um die Position von Atradius auf dem weltweiten Markt für Kreditversicherung zu festigen.
Im Jahr 2010 übernahm die Grupo Catalana Occidente die Anteile von Swiss Re, Deutsche Bank und Sal. Oppenheim und ist seitdem Hauptaktionär der Atradius Gruppe.
Am 30. Dezember 2016 gab Atradius den Abschluss der Zusammenführung seiner beiden europäischen Kreditversicherungsunternehmen Atradius Credit Insurance N.V. und Compañía Española de Seguros y Reaseguros de Crédito y Caución, S.A.U. bekannt. Die hieraus neu entstandene Gesellschaft firmiert seit dem 1. Januar 2017 als Atradius Crédito y Caución S.A. de Seguros y Reaseguros.

## Das Unternehmen
Atradius bietet weltweit Kreditversicherung, Bürgschaften und Inkassodienste an und verfügt über eine strategische Präsenz in mehr als 50 Ländern. Atradius ist Mitglied der Grupo Catalana Occidente (GCO.MC). Die von Atradius angebotenen Produkte schützen Unternehmen weltweit vor den Ausfallrisiken beim Verkauf von Waren und Dienstleistungen auf Kredit. Die Gesamteinnahmen lagen 2024 bei 2,5 Mrd. Euro.
Die Ratingagentur A.M. Best bewertet die Finanzkraft von Atradius mit dem Rating „A (Excellent) Ausblick stabil“, die Ratingagentur Moody’s stuft Atradius mit „A1, Ausblick stabil“ ein.

### Unternehmensleitung
Der Vorstand der Atradius Kreditversicherung setzt sich aus fünf Mitgliedern zusammen, die für die Verwirklichung der Ziele und der Strategie von Atradius sowie für die Politik und die Ergebnisse des Unternehmens verantwortlich zeichnen.
- David Capdevila, Chief Executive Officer (CEO)
- Andreas Tesch, Chief Market Officer (CMO)
- Christian van Lint, Chief Risk Officer (CRO)
- Claus Gramlich-Eicher, Chief Finance Officer (CFO)
- Marc Henstridge, Chief Insurance Operations Officer (CIOO)
- Hauptbevollmächtigter Deutschland: Dr. Thomas Langen

### Aufsichtsrat
Der Aufsichtsrat besteht aus neun Mitgliedern und ist für die Überwachung und Lenkung der allgemeinen Angelegenheiten von Atradius und der Politik des Vorstands zuständig. Ebenso wie der Vorstand richtet er sich nach den Interessen von Atradius und der damit verbundenen Unternehmen.
- Freixes Portes, Xavier (Chairman)
- Halpern Serra, Carlos Federico
- van Gorp, Désireé Maria
- Hourican, John Patrick
- Serra Calderón, Hugo
- Sunyer Sendra, José Maria
- Guerrero Gilabert, Juan Ignacio
- Guallar Pérez, Joaquin
- Gómez Cagigas, María Isabel